# Dirrfelden
Dirrfelden ist eine Einöde, die zum Ortsteil Biberach der schwäbischen Gemeinde Roggenburg im Landkreis Neu-Ulm gehört.

## Geografie
Der Ortsteil liegt rund drei Kilometer westlich des historischen Ortskerns von Roggenburg auf einer Hochebene zwischen dem Tal der westlich verlaufenden Roth und jenem der Biber östlich auf einer Höhe von 542 m ü. NN. Die Umgebung besteht aus weitläufigen landwirtschaftlich genutzten Fluren und Forsten. Nördlich verläuft der Lochgraben, südlich ein namenloser Bach, der dem Lochgraben zufließt.

## Geschichte
Es wird angenommen, dass Dirrfelden bereits im Mittelalter als Rodungssiedlung entstand und eine verödete Hofstelle war.
Das bayerische Urkataster zeigt Dirrfelden in den 1810er Jahren als Einödhof mit einer Herdstelle und einem Brunnen in einer Waldschneise, umstanden von dichtem Mischwald. Die beiden Bachläufe sind noch nicht verzeichnet, bzw. entsprangen viel weiter östlich. Deren heutige Quellen dürften sich erst durch weitere Rodungen nach westwärts verlagert haben.
Der erste offizielle Bericht zu Dirrfelden taucht 1824 im Biberacher Pfarrarchiv auf und es wurde damals von der Familie Dirr bewohnt, wodurch sich der Name erklärt. Der damalige Hofherr Augustin Dirr wurde im August 1839 als Bankrotteur aktenkundig und war im September zur Gant geladen. Etwa zeitgleich ging auch der Franz Dirr, der wohl im Nachbarortsteil Schleebuch wirtschaftete, finanziell darnieder.
Im Jahre 1927 brannte der Hof während eines Gewitters nieder, wurde jedoch wieder aufgebaut. Lange Zeit wurde der Hof landwirtschaftlich genutzt, später war er im Besitz eines Adelhauses und stand leer.
Am 1. Juli 1972 wurde Dirrfelden im Zuge der Gebietsreform in Bayern nach Roggenburg eingemeindet. Heute ist der Hof wieder im Privatbesitz.
Heute lebt eine ursprünglich achtköpfige Familie in Dirrfelden.
Einwohnerentwicklung
Die Einwohnerzahl von Dirrfelden verlief über die Jahre unstet, war aber wohl zu allen Zeiten weniger als zehn Personen.
| 001808 | ? |
| 001961 | 5 |
| 001987 | 3 |
| 2010   | 6 |
| 2011   | 7 |
| 2013   | 8 |
| 2019   | 7 |
| 2024   | 5 |

## Verkehr
Dirrfelden ist über eine unbefestigte Gemeindestraße (geschotterter Fahrweg) von Bubenhausen und Biberach aus zu erreichen. Der ÖPNV bedient den Ortsteil nicht.
Am besten ist der „Ort“ mit einem Geländewagen erreichbar.